# Pettson och Findus - Kattonauten
Pettson och Findus - Kattonauten (Nederlands: Pettson & Findus - Brief aan de koning) is een Zweedse animatiefilm uit 2000 onder regie van Torbjörn Jansson & Albert Hanan Kaminski, gebaseerd op de kinderboeken Pettson en Findus van Sven Nordqvist.

## Verhaal
Omdat de poes Findus weer slordig was, krijgt hij een standje van zijn baas Pettson. Hij besluit een brief aan de koning te sturen waarin hij vraagt aan de koning ervoor te zorgen dat hij nooit meer moet opruimen. Terwijl Pettson en Findus wachten op het antwoord van de koning komen er heel wat bezoekers langs, onder andere een hongerige muis, een tijger, kippen uit de ruimte en een vergeten familielid.